# BAFA NL Division One 2018
La BAFA NL Division One 2018 è la 30ª edizione del campionato di football americano di secondo livello, organizzato dalla BAFA.

## Squadre partecipanti
| Club                   | Città               | Stadio | Sponsor ufficiale | Risultato nella stagione 2017 |
| ---------------------- | ------------------- | ------ | ----------------- | ----------------------------- |
| Berkshire Renegades    | Reading             |        |                   |                               |
| Bristol Apache         | Bristol             |        |                   |                               |
| Cambridgeshire Cats    | Cambridge           |        |                   |                               |
| Colchester Gladiators  | Colchester          |        |                   |                               |
| Coventry Jets          | Coventry            |        |                   |                               |
| Doncaster Mustangs     | Doncaster           |        |                   |                               |
| East Kent Mavericks    | Canterbury          |        |                   |                               |
| Gateshead Senators     | Jarrow              |        |                   |                               |
| Glasgow Tigers         | Glasgow             |        |                   |                               |
| Kent Exiles            | Chislehurst         |        |                   |                               |
| Lancashire Wolverines  | Blackburn           |        |                   |                               |
| Leeds Bobcats          | Leeds               |        |                   |                               |
| Leicester Falcons      | Quorn               |        |                   |                               |
| London Hornets         | Londra              |        |                   |                               |
| Northumberland Vikings | Newcastle upon Tyne |        |                   |                               |
| Nottingham Caesars     | Nottingham          |        |                   |                               |
| Ouse Valley Eagles     | Bedford             |        |                   |                               |
| Oxford Saints          | Oxford              |        |                   |                               |
| Sandwell Steelers      | Tipton              |        |                   |                               |
| Shropshire Revolution  | Telford             |        |                   |                               |
| Solent Thrashers       | Southampton         |        |                   |                               |
| Sussex Thunder         | Brighton            |        |                   |                               |
| Wembley Stallions      | Londra              |        |                   |                               |
| Yorkshire Rams         | Leeds               |        |                   |                               |

## Stagione regolare

### Calendario

#### 1ª giornata
| 14 aprile 2018 | Yorkshire Rams | 31 – 0 | Leeds Bobcats |  |

| 15 aprile 2018 | Sandwell Steelers | 12 – 25 | Leicester Falcons |  |

| 15 aprile 2018 | Shropshire Revolution | 6 – 0 | Nottingham Caesars |  |

| 15 aprile 2018 | Oxford Saints | 17 – 29 | Solent Thrashers |  |

| 15 aprile 2018 | Berkshire Renegades | 26 – 9 | Sussex Thunder |  |

| 15 aprile 2018 | Cambridgeshire Cats | 17 – 16 | Kent Exiles |  |

| 15 aprile 2018 | Colchester Gladiators | 34 – 26 | Wembley Stallions |  |

#### 2ª giornata
| 22 aprile 2018 | Gateshead Senators | 33 – 33 | Lancashire Wolverines |  |

| 22 aprile 2018 | Leicester Falcons | 48 – 0 | Coventry Jets |  |

| 22 aprile 2018 | Doncaster Mustangs | 20 – 56 | Shropshire Revolution |  |

| 22 aprile 2018 | Ouse Valley Eagles | 8 – 19 | Sussex Thunder |  |

| 22 aprile 2018 | Berkshire Renegades | 21 – 21 | Oxford Saints |  |

| 22 aprile 2018 | Colchester Gladiators | 15 – 12 | Cambridgeshire Cats |  |

#### 3ª giornata
| 29 aprile 2018 | Glasgow Tigers | 0 – 10 | Yorkshire Rams |  |

| 29 aprile 2018 | Gateshead Senators | 19 – 20 | Northumberland Vikings |  |

| 29 aprile 2018 | Leicester Falcons | 38 – 3 | Nottingham Caesars |  |

| 29 aprile 2018 | Sandwell Steelers | 20 – 19 | Shropshire Revolution |  |

| 29 aprile 2018 | London Hornets | 6 – 17 | Wembley Stallions |  |

| 29 aprile 2018 | Cambridgeshire Cats | 22 – 7 | East Kent Mavericks |  |

#### 4ª giornata
| 6 maggio 2018 | Northumberland Vikings | 16 – 15 | Lancashire Wolverines |  |

| 6 maggio 2018 | Glasgow Tigers | 20 – 6 | Leeds Bobcats |  |

| 6 maggio 2018 | Coventry Jets | 0 – 28 | Nottingham Caesars |  |

| 6 maggio 2018 | Berkshire Renegades | 54 – 0 | Bristol Apache |  |

| 6 maggio 2018 | Colchester Gladiators | 9 – 14 | London Hornets |  |

| 6 maggio 2018 | East Kent Mavericks | 0 – 48 | Kent Exiles |  |

#### 5ª giornata
| 13 maggio 2018 | Lancashire Wolverines | 44 – 22 | Gateshead Senators |  |

| 13 maggio 2018 | Doncaster Mustangs | 0 – 40 | Sandwell Steelers |  |

| 13 maggio 2018 | Sussex Thunder | 14 – 3 | Ouse Valley Eagles |  |

| 13 maggio 2018 | Solent Thrashers | 50 – 3 | Bristol Apache |  |

| 13 maggio 2018 | Kent Exiles | 28 – 6 | Colchester Gladiators |  |

| 13 maggio 2018 | Wembley Stallions | 26 – 37 | Cambridgeshire Cats |  |

#### 6ª giornata
| 19 maggio 2018 | Sussex Thunder | 46 – 14 | Bristol Apache |  |

| 20 maggio 2018 | Glasgow Tigers | 13 – 12 | Gateshead Senators |  |

| 20 maggio 2018 | Nottingham Caesars | 39 – 7 | Coventry Jets |  |

| 20 maggio 2018 | Shropshire Revolution | 0 – 46 | Leicester Falcons |  |

| 20 maggio 2018 | Solent Thrashers | 25 – 13 | Oxford Saints |  |

| 20 maggio 2018 | Berkshire Renegades | 32 – 3 | Ouse Valley Eagles |  |

| 20 maggio 2018 | London Hornets | 26 – 0 | Colchester Gladiators |  |

| 20 maggio 2018 | Wembley Stallions | 50 – 13 | East Kent Mavericks |  |

#### 7ª giornata
| 3 giugno 2018 | Lancashire Wolverines | 49 – 12 | Leeds Bobcats |  |

| 3 giugno 2018 | Yorkshire Rams | 50 – 3 | Gateshead Senators |  |

| 3 giugno 2018 | Glasgow Tigers | 0 – 38 | Northumberland Vikings |  |

| 3 giugno 2018 | Nottingham Caesars | 0 – 42 | Leicester Falcons |  |

| 3 giugno 2018 | Coventry Jets | 6 – 50 | Sandwell Steelers |  |

| 3 giugno 2018 | Sussex Thunder | 52 – 9 | Oxford Saints |  |

| 3 giugno 2018 | Solent Thrashers | 25 – 7 | Berkshire Renegades |  |

| 3 giugno 2018 | Ouse Valley Eagles | 37 – 14 | Bristol Apache |  |

| 3 giugno 2018 | East Kent Mavericks | 22 – 35 | Colchester Gladiators |  |

#### 8ª giornata
| 10 giugno 2018 | Yorkshire Rams | 20 – 29 | Lancashire Wolverines |  |

| 10 giugno 2018 | Leeds Bobcats | 16 – 20 | Glasgow Tigers |  |

| 10 giugno 2018 | Nottingham Caesars | 3 – 50 | Sandwell Steelers |  |

| 10 giugno 2018 | Shropshire Revolution | 48 – 8 | Doncaster Mustangs |  |

| 10 giugno 2018 | Solent Thrashers | 20 – 9 | Sussex Thunder |  |

| 10 giugno 2018 | Oxford Saints | 52 – 22 | Bristol Apache |  |

| 10 giugno 2018 | Ouse Valley Eagles | 14 – 0 | Berkshire Renegades |  |

| 10 giugno 2018 | Wembley Stallions | 7 – 27 | Kent Exiles |  |

| 10 giugno 2018 | East Kent Mavericks | 10 – 29 | London Hornets |  |

#### 9ª giornata
| 16 giugno 2018 | Sussex Thunder | 39 – 6 | Berkshire Renegades |  |

| 17 giugno 2018 | Northumberland Vikings | 34 – 28 | Yorkshire Rams |  |

| 17 giugno 2018 | Leeds Bobcats | 0 – 58 | Lancashire Wolverines |  |

| 17 giugno 2018 | Shropshire Revolution | 7 – 34 | Sandwell Steelers |  |

| 17 giugno 2018 | Doncaster Mustangs | 22 – 3 | Coventry Jets |  |

| 17 giugno 2018 | Oxford Saints | 14 – 13 | Ouse Valley Eagles |  |

| 17 giugno 2018 | Cambridgeshire Cats | 40 – 0 | Wembley Stallions |  |

#### 10ª giornata
| 24 giugno 2018 | Gateshead Senators | 18 – 0 | Glasgow Tigers |  |

| 24 giugno 2018 | Nottingham Caesars | 27 – 6 | Doncaster Mustangs |  |

| 24 giugno 2018 | Shropshire Revolution | 48 – 7 | Coventry Jets |  |

| 24 giugno 2018 | Ouse Valley Eagles | 0 – 20 | Solent Thrashers |  |

| 24 giugno 2018 | Bristol Apache | 14 – 60 | Berkshire Renegades |  |

| 24 giugno 2018 | Kent Exiles | 10 – 3 | Cambridgeshire Cats |  |

| 24 giugno 2018 | London Hornets | 27 – 7 | East Kent Mavericks |  |

#### 11ª giornata
| 1º luglio 2018 | Lancashire Wolverines | 37 – 0 | Glasgow Tigers |  |

| 1º luglio 2018 | Yorkshire Rams | 0 – 27 | Northumberland Vikings |  |

| 1º luglio 2018 | Leeds Bobcats | 20 – 28 | Gateshead Senators |  |

| 1º luglio 2018 | Sandwell Steelers | 1 – 1 (a tavolino) | Doncaster Mustangs |  |

| 1º luglio 2018 | Coventry Jets | 0 – 1 (a tavolino) | Leicester Falcons |  |

| 1º luglio 2018 | Sussex Thunder | 14 – 17 | Solent Thrashers |  |

| 1º luglio 2018 | Bristol Apache | 20 – 39 | Oxford Saints |  |

| 1º luglio 2018 | Kent Exiles | 7 – 17 | Wembley Stallions |  |

| 1º luglio 2018 | Cambridgeshire Cats | 20 – 28 | London Hornets |  |

| 1º luglio 2018 | Colchester Gladiators | 22 – 16 | East Kent Mavericks |  |

#### 12ª giornata
| 8 luglio 2018 | Northumberland Vikings | 48 – 0 | Leeds Bobcats |  |

| 8 luglio 2018 | Glasgow Tigers | 0 – 20 | Lancashire Wolverines |  |

| 8 luglio 2018 | Leicester Falcons | 53 – 7 | Shropshire Revolution |  |

| 8 luglio 2018 | Sandwell Steelers | 47 – 0 | Nottingham Caesars |  |

| 8 luglio 2018 | Berkshire Renegades | 45 – 34 | Solent Thrashers |  |

| 8 luglio 2018 | Kent Exiles | 48 – 0 | East Kent Mavericks |  |

| 8 luglio 2018 | Wembley Stallions | 23 – 0 | Colchester Gladiators |  |

#### 13ª giornata
| 15 luglio 2018 | Northumberland Vikings | 56 – 0 | Gateshead Senators |  |

| 15 luglio 2018 | Leeds Bobcats | 0 – 67 | Yorkshire Rams |  |

| 15 luglio 2018 | Sandwell Steelers | 57 – 0 | Coventry Jets |  |

| 15 luglio 2018 | Nottingham Caesars | 6 – 28 | Shropshire Revolution |  |

| 15 luglio 2018 | Doncaster Mustangs | 12 – 46 | Leicester Falcons |  |

| 15 luglio 2018 | Solent Thrashers | 63 – 7 | Ouse Valley Eagles |  |

| 15 luglio 2018 | Oxford Saints | 27 – 28 | Berkshire Renegades |  |

| 15 luglio 2018 | Bristol Apache | 0 – 42 | Sussex Thunder |  |

| 15 luglio 2018 | London Hornets | 21 – 25 | Cambridgeshire Cats |  |

#### 14ª giornata
| 22 luglio 2018 | Leicester Falcons | 35 – 22 | Sandwell Steelers |  |

| 22 luglio 2018 | Leeds Bobcats | 0 – 1 (a tavolino) | Northumberland Vikings |  |

| 22 luglio 2018 | Doncaster Mustangs | 12 – 43 | Nottingham Caesars |  |

| 22 luglio 2018 | Coventry Jets | 7 – 41 | Shropshire Revolution |  |

| 22 luglio 2018 | Ouse Valley Eagles | 0 – 28 | Oxford Saints |  |

| 22 luglio 2018 | Bristol Apache | 0 – 55 | Solent Thrashers |  |

| 22 luglio 2018 | Colchester Gladiators | 0 – 35 | Kent Exiles |  |

| 22 luglio 2018 | Wembley Stallions | 22 – 28 | London Hornets |  |

| 22 luglio 2018 | East Kent Mavericks | 21 – 33 | Cambridgeshire Cats |  |

#### 15ª giornata
| 29 luglio 2018 | Yorkshire Rams | 53 – 0 | Glasgow Tigers |  |

| 29 luglio 2018 | Kent Exiles | 17 – 0 | London Hornets |  |

#### 16ª giornata
| 5 agosto 2018 | Lancashire Wolverines | 42 – 7 | Yorkshire Rams |  |

| 5 agosto 2018 | Northumberland Vikings | 67 – 0 | Glasgow Tigers |  |

| 5 agosto 2018 | Gateshead Senators | 25 – 0 | Leeds Bobcats |  |

| 5 agosto 2018 | Leicester Falcons | 43 – 6 | Doncaster Mustangs |  |

#### 17ª giornata
| 12 agosto 2018 | Lancashire Wolverines | 42 – 51 | Northumberland Vikings |  |

| 12 agosto 2018 | Gateshead Senators | 28 – 47 | Yorkshire Rams |  |

| 12 agosto 2018 | Coventry Jets | 16 – 26 | Doncaster Mustangs |  |

| 12 agosto 2018 | Oxford Saints | 12 – 35 | Sussex Thunder |  |

| 12 agosto 2018 | Bristol Apache | 27 – 3 | Ouse Valley Eagles |  |

| 12 agosto 2018 | London Hornets | 29 – 14 | Kent Exiles |  |

| 12 agosto 2018 | Cambridgeshire Cats | 27 – 0 | Colchester Gladiators |  |

| 12 agosto 2018 | East Kent Mavericks | 16 – 23 | Wembley Stallions |  |

### Classifica
Le classifiche della regular season sono le seguenti.
- PCT = percentuale di vittorie, G = partite giocate, V = partite vinte, P = partite perse, PF = punti fatti, PS = punti subiti

#### NFC 1 North
| Pos. | Squadra                | PCT   | G  | V  | N | P  | PF  | PS  |
| ---- | ---------------------- | ----- | -- | -- | - | -- | --- | --- |
| 1    | Northumberland Vikings | 1.000 | 10 | 10 | 0 | 0  | 357 | 104 |
| 2    | Lancashire Wolverines  | .750  | 10 | 7  | 1 | 2  | 372 | 161 |
| 3    | Yorkshire Rams         | .600  | 10 | 6  | 0 | 4  | 313 | 163 |
| 4    | Gateshead Senators     | .350  | 10 | 3  | 1 | 6  | 188 | 283 |
| 5    | Glasgow Tigers         | .300  | 10 | 3  | 0 | 7  | 53  | 277 |
| 6    | Leeds Bobcats          | .000  | 10 | 0  | 0 | 10 | 54  | 346 |

#### NFC 1 South
| Pos. | Squadra               | PCT   | G  | V  | N | P  | PF  | PS  |
| ---- | --------------------- | ----- | -- | -- | - | -- | --- | --- |
| 1    | Leicester Falcons     | 1.000 | 10 | 10 | 0 | 0  | 376 | 62  |
| 2    | Sandwell Steelers     | .750  | 10 | 7  | 1 | 2  | 332 | 95  |
| 3    | Shropshire Revolution | .600  | 10 | 6  | 0 | 4  | 259 | 200 |
| 4    | Nottingham Caesars    | .400  | 10 | 4  | 0 | 6  | 149 | 236 |
| 5    | Doncaster Mustangs    | .250  | 10 | 2  | 1 | 7  | 112 | 322 |
| 6    | Coventry Jets         | .000  | 10 | 0  | 0 | 10 | 46  | 359 |

#### SFC 1 Central
| Pos. | Squadra             | PCT  | G  | V | N | P | PF  | PS  |
| ---- | ------------------- | ---- | -- | - | - | - | --- | --- |
| 1    | Solent Thrashers    | .900 | 10 | 9 | 0 | 1 | 338 | 115 |
| 2    | Sussex Thunder      | .700 | 10 | 7 | 0 | 3 | 279 | 115 |
| 3    | Berkshire Renegades | .650 | 10 | 6 | 1 | 3 | 279 | 186 |
| 4    | Oxford Saints       | .450 | 10 | 4 | 1 | 5 | 232 | 245 |
| 5    | Ouse Valley Eagles  | .200 | 10 | 2 | 0 | 8 | 83  | 194 |
| 6    | Bristol Apache      | .100 | 10 | 1 | 0 | 9 | 87  | 435 |

#### SFC 1 East
| Pos. | Squadra               | PCT  | G  | V | N | P  | PF  | PS  |
| ---- | --------------------- | ---- | -- | - | - | -- | --- | --- |
| 1    | Kent Exiles           | .700 | 10 | 7 | 0 | 3  | 256 | 79  |
| 2    | London Hornets        | .700 | 10 | 7 | 0 | 3  | 208 | 141 |
| 3    | Cambridgeshire Cats   | .700 | 10 | 7 | 0 | 3  | 236 | 144 |
| 4    | Wembley Stallions     | .500 | 10 | 5 | 0 | 5  | 211 | 208 |
| 5    | Colchester Gladiators | .400 | 10 | 4 | 0 | 6  | 121 | 238 |
| 6    | East Kent Mavericks   | .000 | 10 | 0 | 0 | 10 | 112 | 337 |

## Playoff

### Tabellone
|  | Quarti di finale       | Quarti di finale       | Quarti di finale       |                        |                   | Semifinali        | Semifinali | Semifinali |  |  | Britbowl | Britbowl | Britbowl |  |
|  |                        |                        |                        |                        |                   |                   |            |            |  |  |          |          |          |  |
|  | Leicester Falcons      | Leicester Falcons      | 44                     |                        |                   |                   |            |            |  |  |          |          |          |  |
|  | Leicester Falcons      | Leicester Falcons      | 44                     |                        |                   |                   |            |            |  |  |          |          |          |  |
|  | Lancashire Wolverines  | Lancashire Wolverines  | 7                      |                        |                   |                   |            |            |  |  |          |          |          |  |
|  | Lancashire Wolverines  | Lancashire Wolverines  | 7                      |                        | Leicester Falcons | Leicester Falcons | 15         |            |  |  |          |          |          |  |
|  |                        |                        |                        |                        | Leicester Falcons | Leicester Falcons | 15         |            |  |  |          |          |          |  |
|  |                        |                        | Northumberland Vikings | Northumberland Vikings | 8                 |                   |            |            |  |  |          |          |          |  |
|  | Northumberland Vikings | Northumberland Vikings | Northumberland Vikings | Northumberland Vikings | 8                 | 34                |            |            |  |  |          |          |          |  |
|  | Northumberland Vikings | Northumberland Vikings |                        |                        |                   |                   |            |            |  |  |          |          |          |  |
|  | Sandwell Steelers      | Sandwell Steelers      | 33                     |                        |                   |                   |            |            |  |  |          |          |          |  |
|  | Sandwell Steelers      | Sandwell Steelers      | 33                     |                        | Leicester Falcons | Leicester Falcons | 36         |            |  |  |          |          |          |  |
|  |                        |                        |                        |                        |                   |                   |            |            |  |  |          |          |          |  |
|  |                        |                        | Kent Exiles            | Kent Exiles            | 29                |                   |            |            |  |  |          |          |          |  |
|  | Solent Thrashers       | Solent Thrashers       | Kent Exiles            | Kent Exiles            | 29                | 43                |            |            |  |  |          |          |          |  |
|  | Solent Thrashers       | Solent Thrashers       |                        |                        |                   |                   |            |            |  |  |          |          |          |  |
|  | London Hornets         | London Hornets         | 12                     |                        |                   |                   |            |            |  |  |          |          |          |  |
|  | London Hornets         | London Hornets         | 12                     |                        | Solent Thrashers  | Solent Thrashers  | 6          |            |  |  |          |          |          |  |
|  |                        |                        |                        |                        | Solent Thrashers  | Solent Thrashers  | 6          |            |  |  |          |          |          |  |
|  |                        |                        | Kent Exiles            | Kent Exiles            | 10                |                   |            |            |  |  |          |          |          |  |
|  | Kent Exiles            | Kent Exiles            | Kent Exiles            | Kent Exiles            | 10                | 35                |            |            |  |  |          |          |          |  |
|  | Kent Exiles            | Kent Exiles            |                        |                        |                   |                   |            |            |  |  |          |          |          |  |
|  | Sussex Thunder         | Sussex Thunder         | 14                     |                        |                   |                   |            |            |  |  |          |          |          |  |

### Quarti di finale
| 19 agosto 2018 | Leicester Falcons | 44 – 7 | Lancashire Wolverines |  |

| 19 agosto 2018 | Northumberland Vikings | 34 – 33 | Sandwell Steelers |  |

| 19 agosto 2018 | Solent Thrashers | 43 – 12 | London Hornets |  |

| 19 agosto 2018 | Kent Exiles | 35 – 14 | Sussex Thunder |  |

### Semifinali
| 26 agosto 2018 | Leicester Falcons | 15 – 8 | Northumberland Vikings |  |

| 26 agosto 2018 | Solent Thrashers | 6 – 10 | Kent Exiles |  |

### Britbowl
| 9 settembre 2018 | Leicester Falcons | 36 – 29 | Kent Exiles |  |

## Verdetti
- Leicester Falcons Vincitori del Britbowl di secondo livello 2018